# Guy Môquet
Guy Prosper Eustache Môquet (* 26. April 1924 in Paris; † 22. Oktober 1941 in Châteaubriant) war ein französisches Opfer deutscher Repression während der Besatzungszeit im Zweiten Weltkrieg.

## Biografie

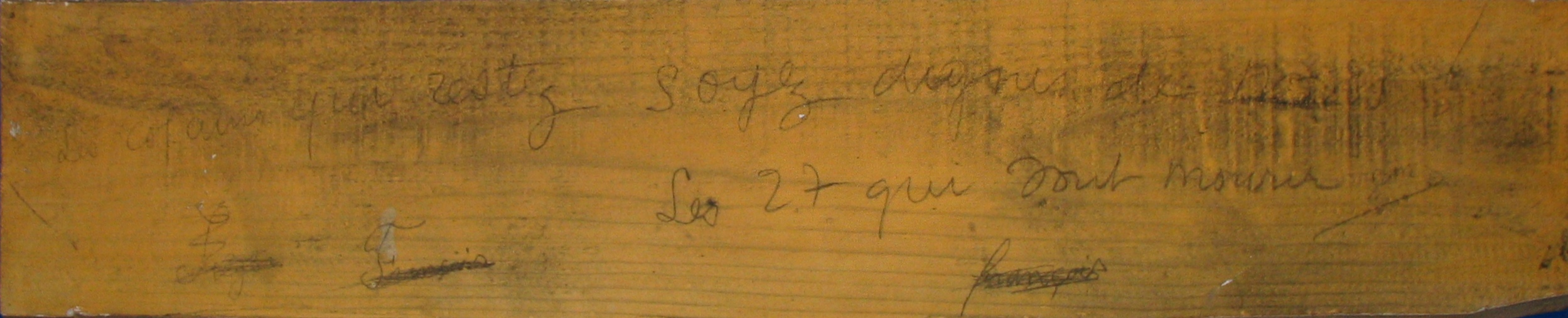
Faksimile einer von Guy Môquet handbeschriebenen Holzplanke aus dem Lager Châteaubriant

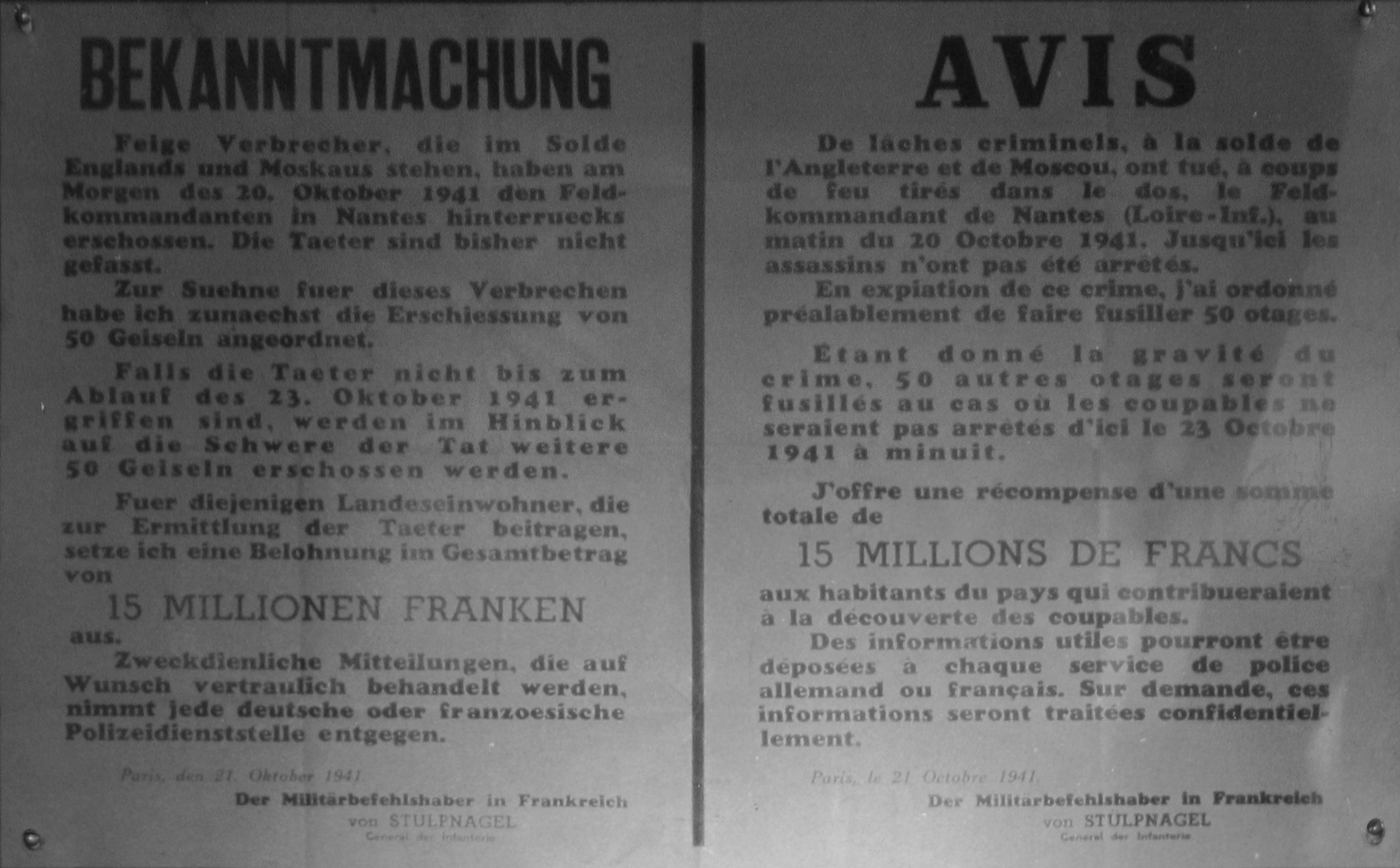
Bekanntmachung von General Otto von Stülpnagel vom 21. Oktober 1941

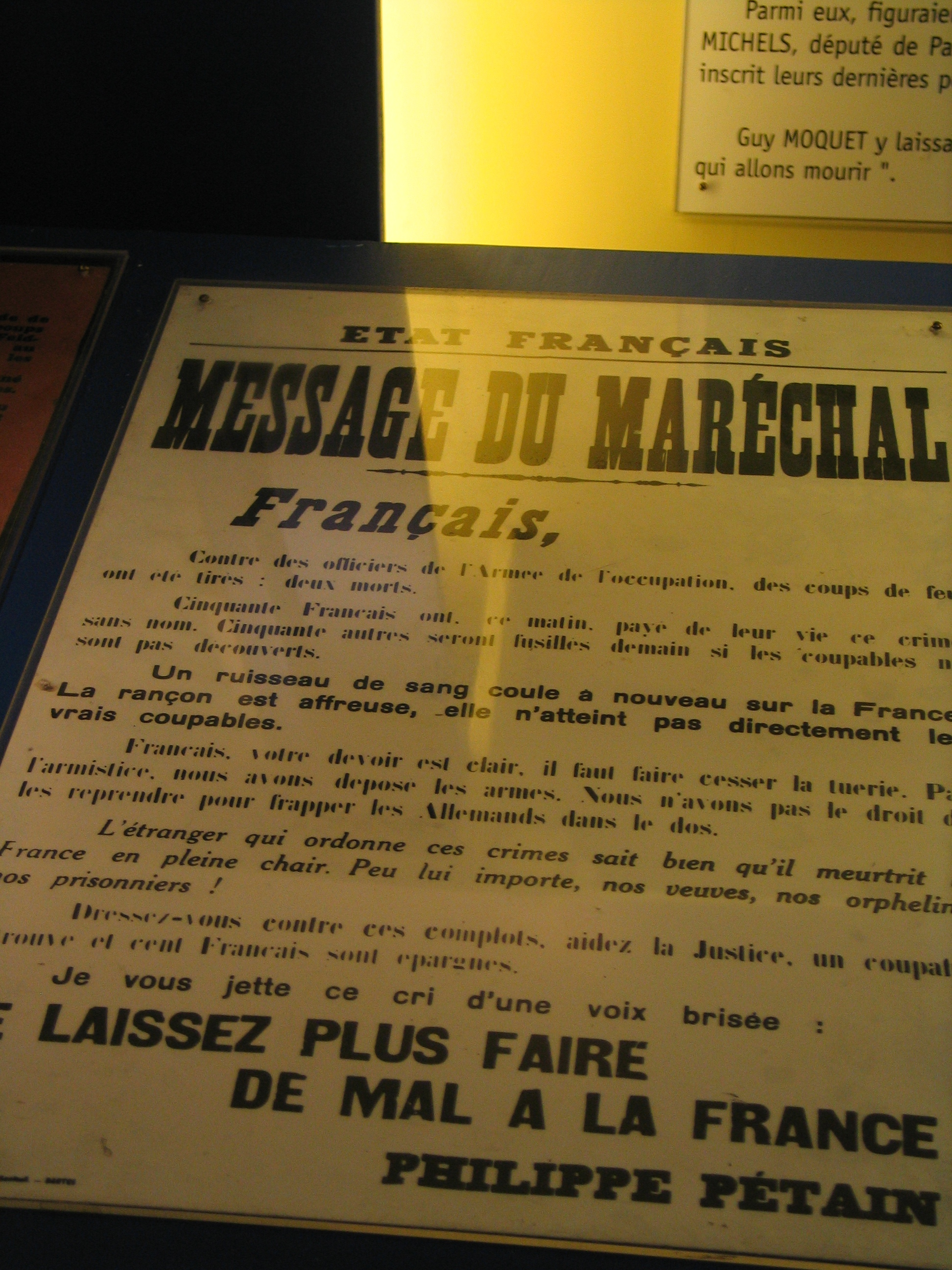
Mitteilung des Staatschefs Henri Philippe Pétain vom 22. Oktober 1941

Guy Môquet wurde im April 1924 als Sohn eines kommunistischen Pariser Abgeordneten, Prosper Môquet, in eine Arbeiterfamilie geboren.
Selbst Mitglied der kommunistischen Jugend, wurde Môquet am 13. Oktober 1940 von französischen Polizisten am Gare de l’Est wegen der Verbreitung kommunistischer Schriften verhaftet. Obwohl anschließend freigesprochen, blieb er in Haft und wurde im Mai 1941 in ein Internierungslager in Châteaubriant überführt.
Als am 20. Oktober 1941 der deutsche Oberstleutnant Karl Hotz in Nantes Opfer eines von Kommunisten verübten Attentats wurde, ordnete Hitler drakonische Vergeltungsmaßnahmen an. General Otto von Stülpnagel gab am 21. Oktober 1941 die Erschießung von zunächst 50 Geiseln bekannt. Weitere 50 Geiseln würden exekutiert, falls bis zum 23. Oktober 1941 die Täter noch nicht gefasst seien.
„Um zu verhindern, dass man 50 gute Franzosen erschießen lässt“, befürwortete der französische Innenminister Pierre Pucheu die Auslieferung von Gefängnisinsassen an die Nationalsozialisten und ließ eine Liste mit 61 Namen erstellen. Von den insgesamt 27 Geiseln aus dem Lager Châteaubriant standen jedoch nur 17 auf Pucheus Liste. Auch Guy Môquet wurde auf Betreiben der deutschen Besatzer als Geisel genommen.
Am 22. Oktober 1941 wurde der erst 17 Jahre alte Guy Môquet zusammen mit 26 Mithäftlingen in Châteaubriant von deutschen Soldaten erschossen. Unter den Opfern befanden sich auch die Kommunisten Charles Michels und Jean-Pierre Timbaud; Guy Môquet war das jüngste der Opfer.

## Wirkung des 22. Oktober 1941
Diese Exekution zusammen mit anderen, die gleichzeitig in Nantes und Paris stattfanden, verursachte eine enorme Empörung im Land. Vor allem das Alter des jüngsten Opfers schockierte die Franzosen. Nach einem per Radio verbreiteten Aufruf General Charles de Gaulles ruhte am 31. Oktober 1941 überall in Frankreich für fünf Minuten die Arbeit.
1944 widmete der Schriftsteller Louis Aragon Guy Môquet, zusammen mit drei Widerstandskämpfern (Gabriel Péri, Gilbert Dru, Henri Honoré d’Estienne d’Orves), das Gedicht „La rose et le réséda“.
Pierre Pucheu wurde noch vor Ende des Zweiten Weltkriegs unter anderem wegen der Vorkommnisse vom 22. Oktober 1941 zum Tode verurteilt. Das Urteil wurde am 20. März 1944 vollstreckt, nachdem General Charles de Gaulle ein Gnadengesuch von Pucheu abgelehnt hatte.
Heute sind zahlreiche Einrichtungen und Straßen in Frankreich nach Guy Môquet benannt. Seit 1946 trägt eine Station der Métro Paris seinen Namen.
Am 16. Mai 2007 erklärte der französische Staatspräsident Nicolas Sarkozy, seine erste Amtshandlung als Präsident sei die Bitte an den Bildungsminister, den Abschiedsbrief von Guy Môquet an seine Familie künftig am 22. Oktober in allen Oberschulen des Landes verlesen zu lassen. Die Lehrergewerkschaft SNES-FSU widersprach diesem von Sarkozy „angesetzten Gedenktag“.

## Film
- 2011: Das Meer am Morgen. Regie: Volker Schlöndorff
- 2007: la lettre de guy môquet (zweiminütiger Kurzfilm)